# Johnny Adair
Jonathan Adair, smeknamn Johnny "Mad Dog" Adair född 27 oktober 1963 i Belfast, Nordirland, är före detta ledare för C Company (i stadsdelen Glenbryn) i paramilitära lojalistiska Ulster Freedom Fighters, en del av Ulster Defence Association. Adair blev utesluten efter en internkonflikt som uppstod då han började med knarkaffärer och bröt mot vapenvilan som gruppen slutit.

## Biografi
Den 23 oktober 1993 utförde IRA-männen Thomas Begley och Sean Kelly ett bombdåd mitt på unionistiska Shankill Road och dödade nio personer. Begley dog också i attacken. Men deras mål var ett möte mellan ledare för Ulster Freedom Fighters (fristående del av Ulster Defence Association) och Ulster Defence Association. Johnny Adair var en av ledarna de försöker mörda.
År 1995 hade Royal Ulster Constabulary Adair under bevakning och grep honom för terrorism. Han dömdes till 14 år i Mazefängelset för att ha beordrat 40 mord.  År 1998 fick han amnesti efter Långfredagsavtalet som Ulster Defence Association skrivit på.
År 2002 blev han inblandad i knarkaffärer och han startade även en blodig konflikt med en annan lojalistisk paramilitär grupp, Loyalist Volunteer Force. Hans bror startade Holy Cross-kravallerna. Till slut fick Ulster Defence Association nog och uteslöt honom.
I maj 2006 fick Adair £100 000 från John Blake för rättigheterna till Adairs biografi. Boken Mad Dog, skriven av Graham McKendry, kom ut 2007 (ISBN 978-1-84454-339-7)